# Cratere Strömgren
Strömgren è un cratere lunare di 62,17 km situato nella parte sud-orientale della faccia nascosta della Luna.